# NGC 3051
NGC 3051 est une vaste galaxie lenticulaire située dans la constellation de la Machine pneumatique. NGC 3051 a été découverte par l'astronome britannique John Herschel en 1835. Cette galaxie observée par John Herschel est peut-être aussi celle qui est listée comme étant NGC 3046.

## Caractéristiques
Sa vitesse par rapport au fond diffus cosmologique est de 2 881 ± 27 km/s, ce qui correspond à une distance de Hubble de 42,5 ± 3,0 Mpc (∼139 millions d'al).
À ce jour, une mesure non basée sur le décalage vers le rouge (redshift) donne une distance d'environ 52,000 Mpc (∼170 millions d'al). Cette valeur est à l'extérieur des valeurs de la distance de Hubble. Notons que c'est avec la valeur moyenne des mesures indépendantes, lorsqu'elles existent, que la base de données NASA/IPAC calcule le diamètre d'une galaxie et qu'en conséquence le diamètre de NGC 3051 pourrait être d'environ 53,0 kpc (∼173 000 al) si on utilisait la distance de Hubble pour le calculer.

## Groupe de NGC 3054
NGC 3051 est un membre du groupe de NGC 3054. Ce groupe comprend au moins neuf membres. Outre NGC 3054 et NGC 3051, les autres galaxies sont NGC 3078, NGC 3084, NGC 3089, IC 2531, IC 2537, ESO 499-26 et ESO 499-32.